# Tricyanaula
Tricyanaula is een geslacht van vlinders van de familie tastermotten (Gelechiidae).

## Soorten
- T. amethystias (Meyrick, 1906)
- T. anthistis Meyrick, 1929
- T. augusta (Meyrick, 1911)
- T. aurantiaca (Walsingham, 1886)
- T. cyanozona (Meyrick, 1923)
- T. hoplocrates Meyrick, 1932
- T. metallica (Walsingham, 1891)